# Маглакелидзе, Герман Онифантович
Герман Онифантович Маглакелидзе (апрель 1908 года, село Дихашко, Кутаисский уезд, Кутаисская губерния, Российская империя — дата смерти неизвестна, Грузинская ССР) — грузинский хозяйственный деятель, заведующий отделом сельского хозяйства Ванского района, Грузинская ССР. Герой Социалистического Труда (1949).

## Биография
Родился в апреле 1908 года в крестьянской семье в селе Дихашко Кутаисского уезда. Получил высшее образование. Трудился на различных должностях в сельском хозяйстве Ванского района (сегодня — Ванский муниципалитет). В 1941 году призван в Красную Армию по мобилизации. Участвовал в сражениях Великой Отечественной войны с августа 1942 года. Воевал командиром комендантского взвода, командиром взвода 50-миллиметровых миномётов 1-го батальона 1367-го стрелкового Севастопольского полка 414-й стрелковой Анапской Краснознамённой дивизии. За подвиги во время Крымской операции и при освобождение Севастополя награждён двумя орденами Красной Звезды.
После демобилизации в 1945 году возвратился в Грузию, где трудился заведующим отделом сельским хозяйством Ванского района. Благодаря его деятельности виноградарские хозяйства Ванского района в 1948 году перевыполнили в целом по району плановый сбор урожая винограда на 23,8 %. Указом Президиума Верховного Совета СССР от 9 августа 1949 года удостоен звания Героя Социалистического Труда за «получение высоких урожаев винограда в 1948 году» с вручением ордена Ленина и золотой медали «Серп и Молот».
Этим же Указом званием Героя Социалистического Труда были также награждены председатель Ванского райисполкома Андрей Сепович Ломинадзе, первый секретарь Ванского райкома партии Григорий Алексеевич Цховребадзе, труженики двух колхозов Ванского района звеньевые Сергей Доментиевич Хубулава и Георгий Александрович Окропилашвили.
За выдающиеся трудовые показатели по Ванскому району по итогам 1949 года был награждён в 1950 году вторым Орденом Ленина.
Умер после 1985 года.
Награды
- Герой Социалистического Труда
- Орден Ленина — дважды (1949; 25.11.1950)
- Орден Красной Звезды — дважды (17.04.1944; 21.02.1945)
- Орден Отечественной войны 2 степени (11.03.1985)
- Медаль «За трудовую доблесть» (02.04.1966)
- Медаль «За оборону Кавказа» (01.05.1944)